# Cemitério de Panevezys

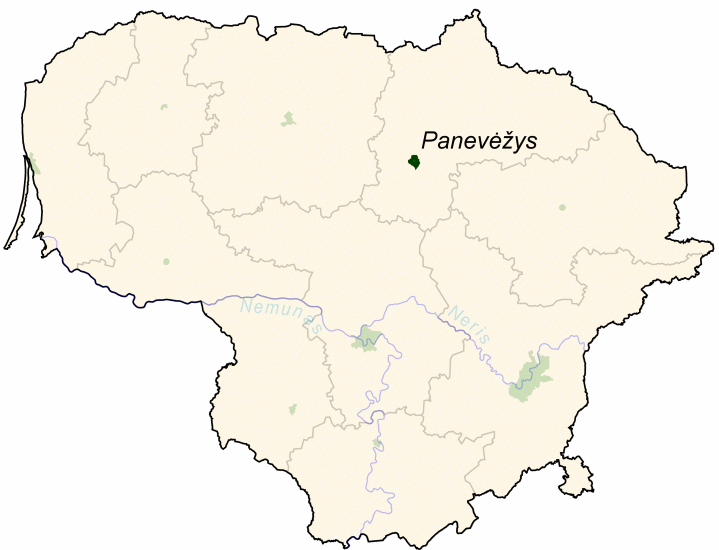
Localização da cidade de Panevezys no mapa da Lituânia

Cemitério de Panevezys é um cemitério de 600 soldados alemães da Primeira Guerra Mundial redescoberto em 2005. O cemitério fica em Panevezys, na Lituânia. A descoberta foi feita pelo professor Albinas Kuncevicius, da Universidade de Vilnius. 
Entre 1915 e 1918, as tropas germânicas ocuparam o país e fizeram um cemitério ao lado de um hospital militar. O cemitério ficou perdido desde do fim da 1º guerra mundial quando a União Soviética construiu um estádio de futebol por cima do cemitério.